# Prasinocyma albinotatat
Prasinocyma albinotatat är en fjärilsart som beskrevs av Louis Beethoven Prout 1915. Prasinocyma albinotatat ingår i släktet Prasinocyma och familjen mätare. Inga underarter finns listade i Catalogue of Life.